# Christelle Guignard
Christelle Guignard (Les Deux Alpes, 27 de septiembre de 1962) es una deportista francesa que compitió en esquí alpino.
Ganó una medalla de plata en el Campeonato Mundial de Esquí Alpino de 1985, en la prueba de eslalon. 
En 1989 dio positivo en un control antidopaje por niquetamida.

## Palmarés internacional
| Campeonato Mundial | Campeonato Mundial | Campeonato Mundial | Campeonato Mundial |
| Año                | Lugar              | Medalla            | Prueba             |
| ------------------ | ------------------ | ------------------ | ------------------ |
| 1985               | Bormio (Italia)    | Medalla de plata   | Eslalon            |